# Киракосян, Арман Джонович
Арман Джонович Киракося́н (арм. Արման Կիրակոսյան; 10 сентября 1956, Ереван — 6 июля 2019) — армянский политический деятель и дипломат, сын Джона Киракосяна.
- 1972—1977 — историко-географический факультет Армянского педагогического института им. Х. Абовяна.
- 1977—1980 — аспирантуру того же института, защитил кандидатскую диссертацию (1981).
- 1980—1986 — работал лаборантом научного информационного центра академии наук Армении, младшим научным сотрудником, начальником отдела «Армяноведение за рубежом».
- 1986—1990 — инструктор отдела науки и учебных заведений, советник по линии внешних связей ЦК КП Армении.
- 1990—1991 — руководитель научной группы отдела по истории и культуре армянской диаспоры академии наук Армении.
- 1991—1994 — первый заместитель министра иностранных дел Армении, с октября 1992 по март 1993 — исполнял обязанности министра.
- 1994—1999 — чрезвычайный и полномочный посол Армении в Греции.
- С марта 1999 — дуайен в Афинах, Греции, также на Кипре, Словении, Хорватии, Албании и Федеральной Республики Югославия.
- В ноябре 1999 — получил степень доктора исторических наук.
- 1999—2005 — чрезвычайный и полномочный посол Армении в США. Имеет ранг чрезвычайного и уполномоченного посла.
- С 2004 — преподавал на факультете армянской дипломатии Ереванского государственного университета, член совета ЕГУ. Автор более 100 научных работ, в частности, по новой и новейшей истории армянского народа и истории дипломатии конца XIX — начала XX веков.
- С апреля 2005 по октябрь 2011 — заместитель министра иностранных дел Армении.
- 2011 — 2018 — чрезвычайный и полномочный посол Армении в Австрии. Руководитель миссии Армении в ОБСЕ. Постоянный представитель Армении в Венском офисе ООН и других международных организациях.
- С 28 ноября 2018 — назначен чрезвычайным и полномочным послом Армении в Великобритании.

## Награды
- Орден Почёта (11 июля 2019 года, посмертно) — за многолетнюю безупречную дипломатическую службу[3].
- Медаль «За заслуги перед Отечеством» I степени (15 сентября 2017 года) — по случаю Дня Независимости Республики Армения, за многолетнюю и эффективную деятельность в сфере дипломатии[4].
- Медаль Мхитара Гоша (3 сентября 2011 года) — по случаю 20-летия независимости Республики Армения, за значительные заслуги в области дипломатии[5].